# Conure de Souancé
Pyrrhura melanura
Espèce
Statut de conservation UICN

 LC  : Préoccupation mineure
Statut CITES
La Conure de Souancé (Pyrrhura melanura) est une espèce d'oiseau appartenant au groupe des conures et à la famille des Psittacidae.

## Nomenclature
Son nom commémore le Commissaire de la Marine et ornithologue français Charles de Souancé (1823-1896).

## Description
Cet oiseau mesure environ 24 cm. Il présente un plumage vert avec des écailles noires et blanches sur la gorge, le cou et le haut de la poitrine. La bordure des ailes est rouge avec des écailles jaunes plus ou moins marquées. Les rectrices et le plastron ventral sont rouge brique. Les cercles oculaires sont blancs et les iris bruns. Le bec et les pattes sont gris.

## Répartition
Son aire s'étend principalement à travers l'Ouest de l'Amazonie.

## Sous-espèces
Cet oiseau est représenté par cinq sous-espèces :
- P. m. pacifica Chapman, 1915 — sud-ouest de la Colombie et nord-ouest de l'Équateur
- P. m. chapmani Bond & Meyer de Schauensee, 1940 — Andes du sud de la Colombie ;
- P. m. melanura (Spix, 1824) — sud-est de la Colombie et sud du Venezuela à l'est de l'Équateur, nord-est du Pérou et nord-ouest du Brésil ;
- P. m. souancei (Verreaux, J, 1858) — centre-sud de la Colombie et centre-est de l'Équateur ;
- P. m. berlepschi Salvadori, 1891 — sud-est de l'Équateur et nord du Pérou.